# Gołąbek brudnożółty

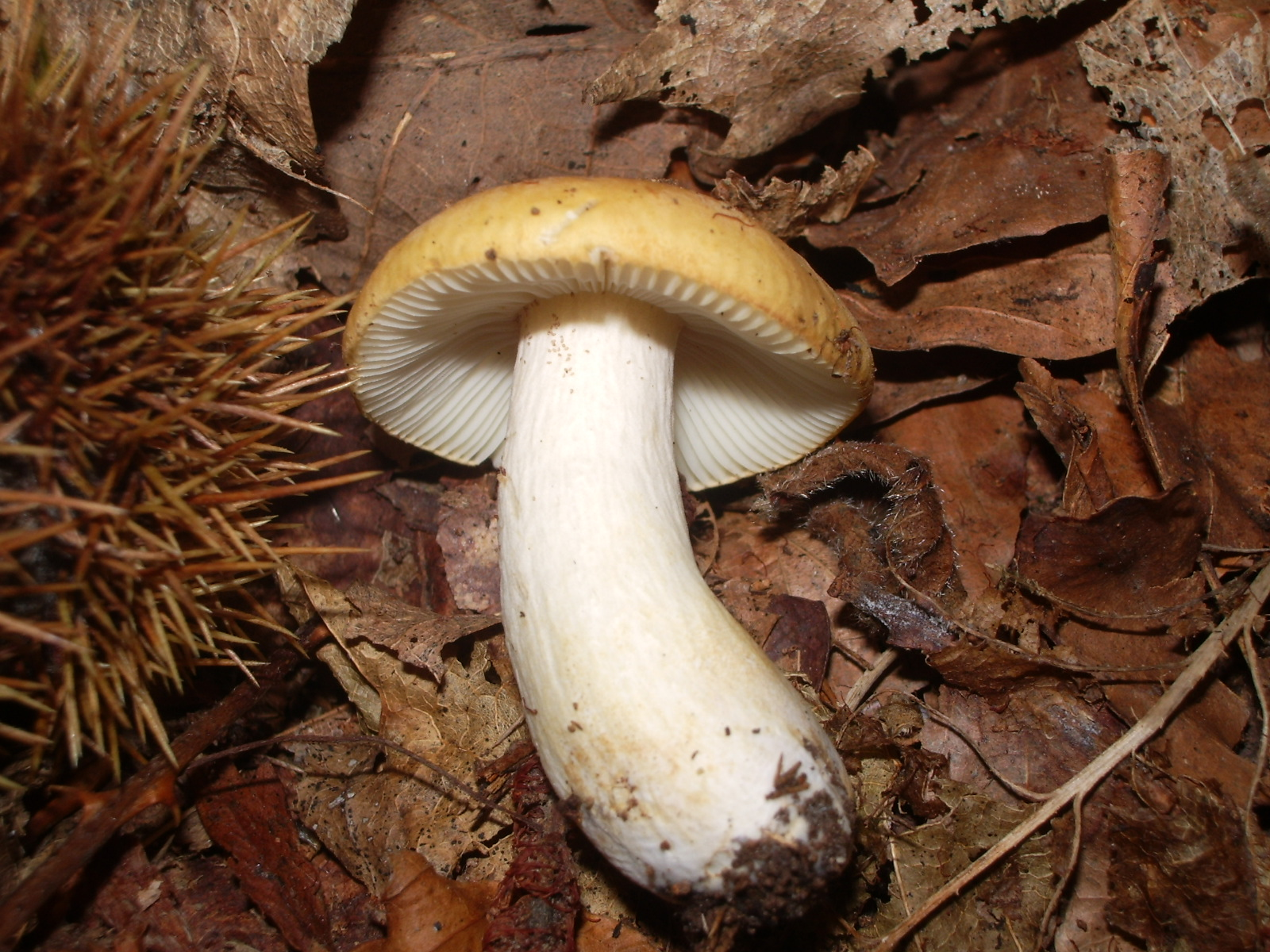

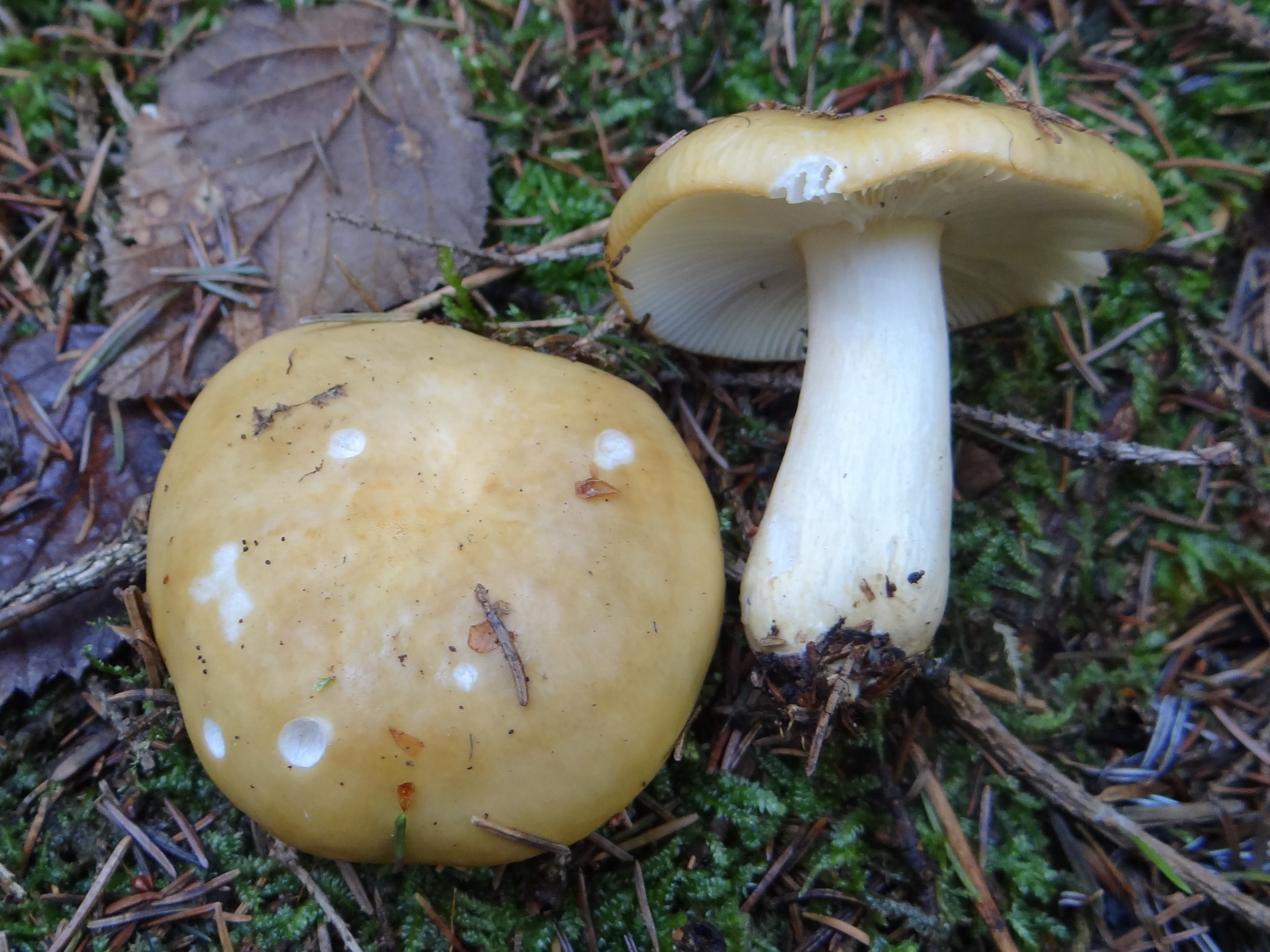

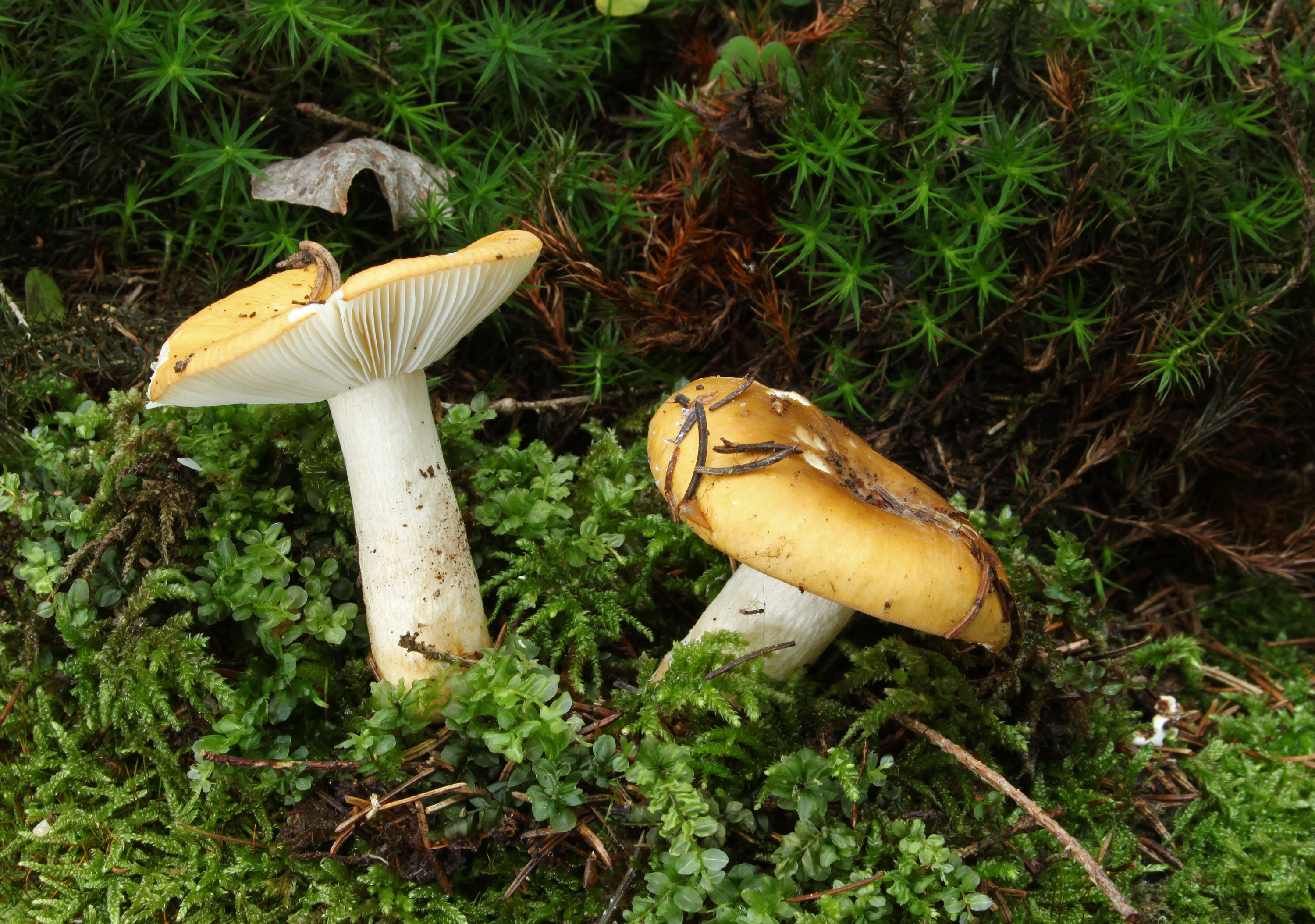

Gołąbek brudnożółty (Russula ochroleuca Fr.) – gatunek grzybów należący do rodziny gołąbkowatych (Russulaceae).

## Systematyka i nazewnictwo
Pozycja w klasyfikacji według Index Fungorum: Russula, Russulaceae, Russulales, Incertae sedis, Agaricomycetes, Agaricomycotina, Basidiomycota, Fungi.
Po raz pierwszy opisał go Elias Fries w 1838 r. i nadana przez niego nazwa naukowa jest aktualna. Synonimy:

- Agaricus ochroleucus Pers. 1801
- Russula citrina Gillet 1881
- Russula granulosa Cooke 1888
- Russula ochroleuca var. granulosa (Cooke) Rea 1922

Polską nazwę podał Feliks Berdau w 1876 r.

## Morfologia
Kapelusz
Średnicy 4-8(10) cm, za młodu półkulisty, później płaski, pofalowany i nieco przegięty. Skórka daje się zdzierać do około połowy średnicy kapelusza. Podczas wilgotnej pogody jest lepki, podczas suchej suchy. Kolor żółtawoochrowy do cytrynowego. Skórka kapelusza gładka. Brzeg tępy i nieco podgięty, u starszych owocników bywa nieco karbowany i gruzełkowaty.
Blaszki
Kruche, u młodych owocników średnio gęste, później rzadsze. Są wolne, i przy trzonie zatokowato wycięte, przy brzegu zaokrąglone, czasami bywają rozwidlone. Początkowo są białe, z czasem stają się jasnokremowe i miejscami pojawiają się na nich ochrowe plamy.
Trzon
Walcowaty o wysokości 5,5–7 cm i grubości 1,5–2 cm, mocny, początkowo pełny, później watowaty. Powierzchnia gładka i nieco połyskująca, biała, często z jasnym odcieniem ochrowym, nigdy jednak nie ochrowym. Czasami może posiadać ochrowe plamy
Miąższ
Biały lub białawy, przy trzonie szarzejący, dosyć miękki. Zapach bardzo słaby. Smak łagodny lub u większości okazów znośnie ostry.
Cechy mikroskopowe
Wysyp zarodników biały do jasnokremowego. Zarodniki, o rozmiarach 8–10,5 × 7–8 μm, brodawkowato-siateczkowate. Brodawki duże, stożkowate, oczka siatki wąskie i w niektórych miejscach otwarte. Łysinka na zarodnikach wyraźna i amyloidalna. Podstawki o rozmiarach 38–52 × 9–12 μm z długimi sterygmami. Cystydy liczne, o wrzecionowatym lub walcowatym kształcie i rozmiarach 50–70 (100) × 7–11 μm. Pod wpływem sulfowaniliny szarzeją lub czernieją. Strzępki skórki żółtawe, przesycone pigmentem. Brak w nich dermatocystyd.
Gatunki podobne
- gołąbek żółciowy (Russula fellea). Jest miodowożółty, pachnie geranium, ma piekący, ostry smak i jest niejadalny[7]. Charakterystyczną jego cechą jest niewielka różnica barwy między brzegiem kapelusza a blaszkami (u gołąbka brudnożółtego różnica ta jest wyraźna)[8]
- gołąbek jasnożółty (Russula claroflava). Rośnie tylko pod brzozami i nie występują wśród przedstawicieli tego gatunku okazy o ostrym smaku[4].
- gołąbek słoneczny (Russula solaris)[5]. Ma palący smak i rośnie tylko pod bukami[4].

## Występowanie i siedlisko
Jest szeroko rozprzestrzeniony w Europie, występuje także w USA i Japonii. W Europie Środkowej jest bardzo pospolity, w niektórych okolicach występuje masowo. Rośnie również w okresach suchej pogody i często jest jedynym grzybem, jakiego można spotkać w większej ilości. W Polsce jest pospolity – jest najczęściej spotykanym wśród żółtych gołąbków
Naziemny grzyb mykoryzowy. Wyrasta od lata do jesieni. Występuje w lasach iglastych i mieszanych. Najczęściej rośnie pod świerkami, rzadziej pod sosnami i bukami, a jeszcze rzadziej pod innymi gatunkami drzew

## Znaczenie
Zazwyczaj uważany jest za grzyb niejadalny. Niektórzy autorzy jednak uważają go za grzyb jadalny, lecz bez szczególnych walorów smakowych, przydatny jako domieszka. Okazy o ostrym smaku powinny być sparzone przed przyrządzeniem. W istocie wśród okazów tego gatunku zdarzają się grzyby o łagodnym smaku, nadające się do spożycia, jak i okazy gorzkie, a czasami nawet o ostrym, piekącym smaku (szczególnie dotyczy to blaszek). Z tego też względu przez grzybiarzy zazwyczaj nie jest zbierany. Jednak w okresach braku innych grzybów może być atrakcyjny, ze względu na to, że jest jednym z najbardziej pospolitych grzybów. Zmienność smaku (od łagodnego po ostry) jest wśród gołąbków cechą rzadko spotykaną.